# Egersunds IK
El Egersunds IK es un equipo de fútbol de Noruega que juega en la Adeccoligaen, la segunda división nacional.

## Historia
Fue fundado el 16 de septiembre de 1919 en la ciudad de Egersund como un club multideportivo que incluyen secciones en balonmano y atletismo, pero es más conocido por su sección de fútbol. No disputaron partidos oficiales hasta finalizada la Primera Guerra Mundial cuando enfrentaron al Vidar.
En 1925 juegan su primer partido en la Copa de Noruega donde perdieron 0-3 ante el Viking FK y permaneció en las ligas locales hasta que en 1939 logra el ascenso a la Norgesserien, pero su primera temporada en la primera división se interrumpió a causa de la Segunda Guerra Mundial, que llevó a una reorganización de la liga y el club pasó a jugar en la segunda división. A causa de varios descensos no ha podido regresar a la primera categoría y fue hasta 1957 que logró el regreso a la Primera División de Noruega. En 1961 lograría avanzar hasta la tercera ronda de la Copa de Noruega donde perdió 0-3 ante el Skeid en el Bislett Stadion.

## Palmarés
- Segunda División de Noruega: 1

2023
- Tercera División de Noruega: 2

2004, 2011